# مدیریت راه هوایی
مدیریت راه هوایی (به انگلیسی: Airway management) به کارهایی گفته می‌شود که برای پیشگیری از بسته شدن (انسداد) راه‌های هوایی انسان انجام می‌شود. با انجام این کارها راه هوایی ریهها برای جریان هوای اتمسفر به داخل ریه‌ها و انجام عمل تنفس بازمی‌ماند.

## روش‌ها
بازکردن راه هوایی با برطرف کردن انسداد راه هوایی(خفگی) ناشی از افتادن زبان روی ورودی جریان هوا، تمیز کردن راه‌های هوایی، برداشتن اجسام خارجی یا مواد دیگر موجود در بدن مانند خون و محتویات معده(آسپیراسیون) که در راه‌های هوایی انسداد ایجاد می‌کنند، انجام می‌شود.
مدیریت راه هوایی دو گونه است: ابتدایی و پیشرفته. تکنیک‌های لازم در روش ابتدایی قابل اجرا توسط همه افراد عادی است و نیازی به تخصص یا وسیله کمکی پزشکی نیست. در روش پیشرفته فرد باید آموزش ویژه دیده باشد و بتواند وسایل لازم برای اجرای عملیات را به کار برد.

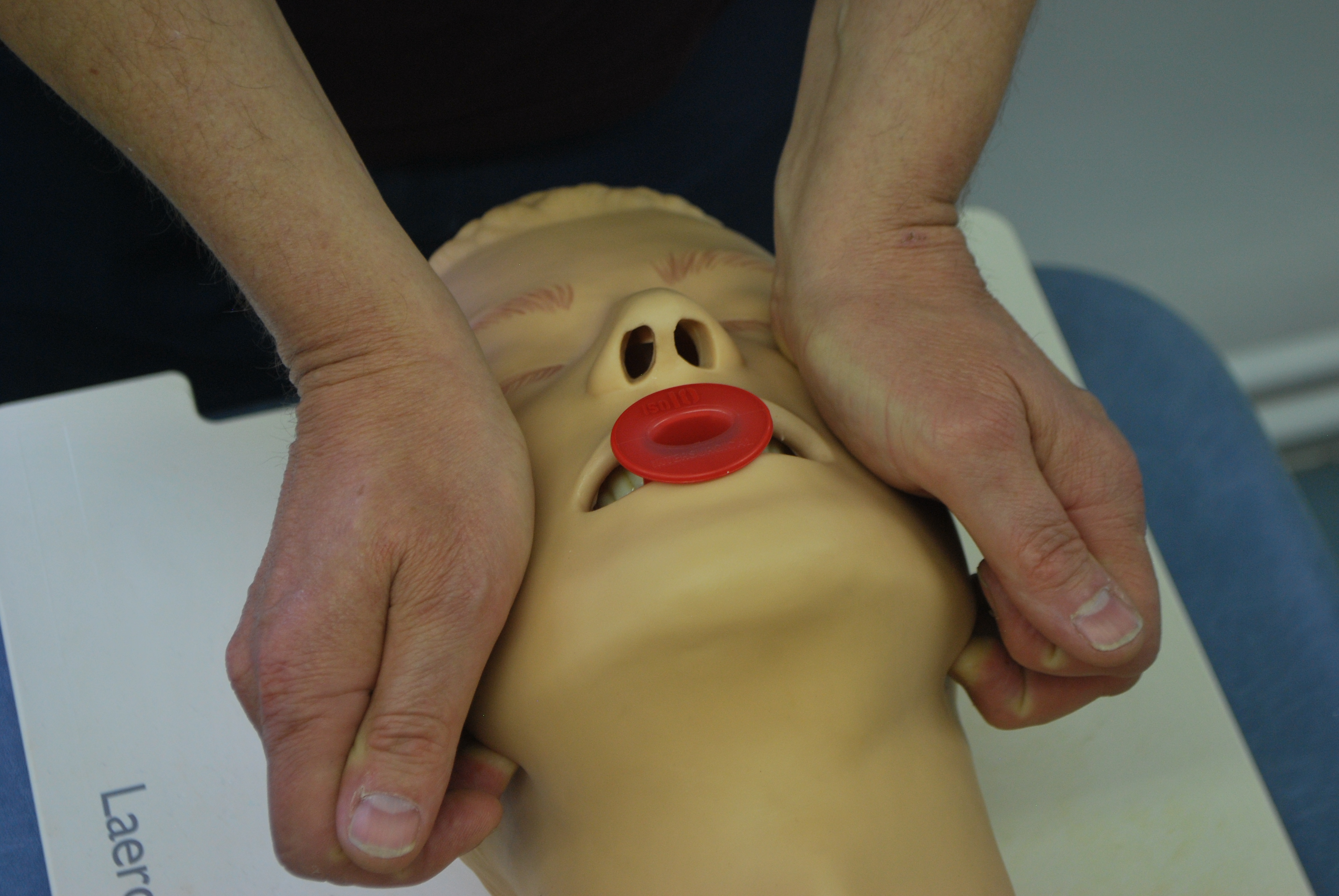
مانور کشیدن چانه به بالا در بیمارانی که آسیب به ستون فقرات در ناحیه گردنی دارند جایگزین خوبی برای مانور سر به عقب/چانه به بالا می‌باشد.

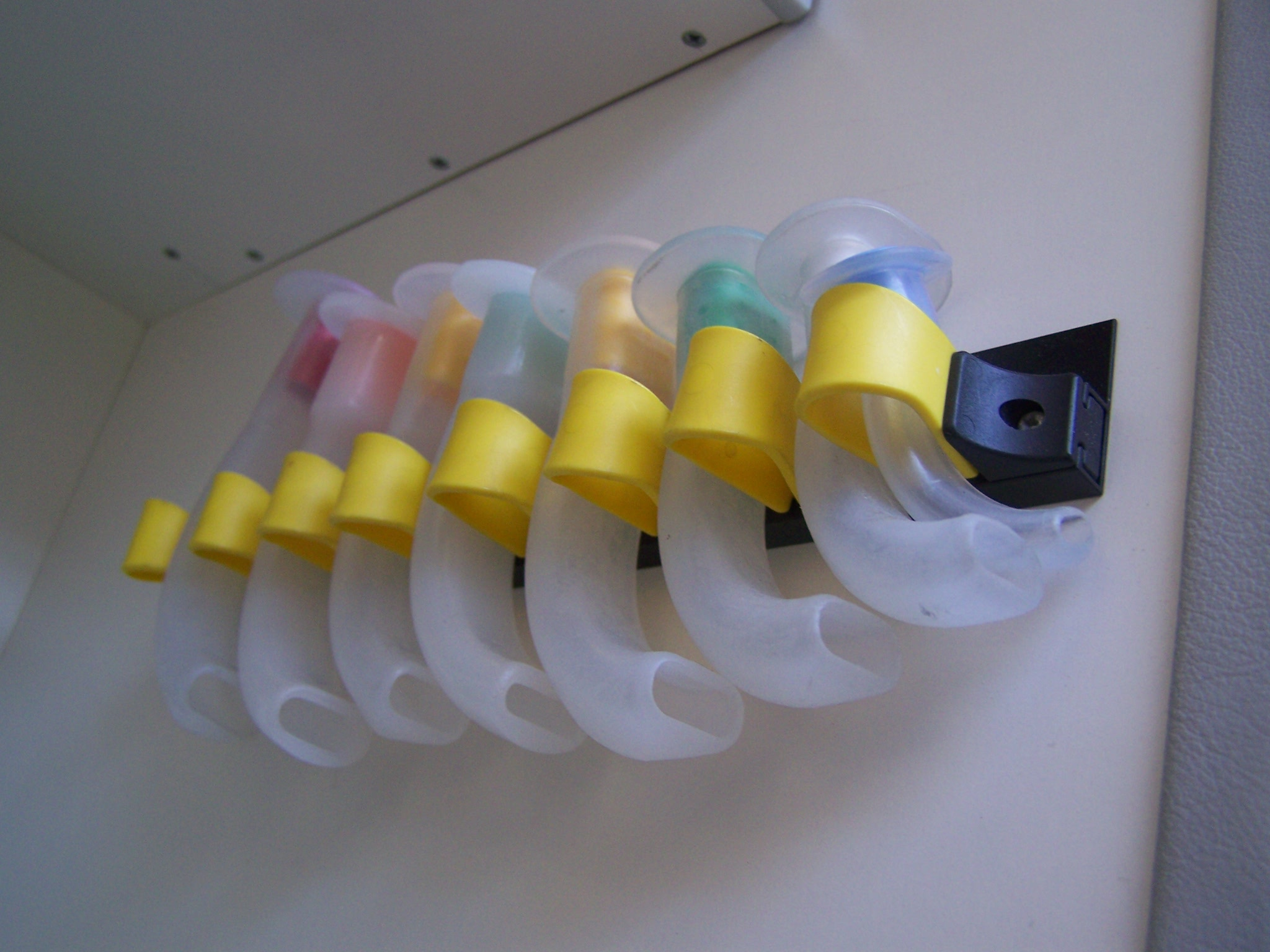
اندازه‌های گوناگون ایروی‌های دهانی حلقی (اروفارنگال)

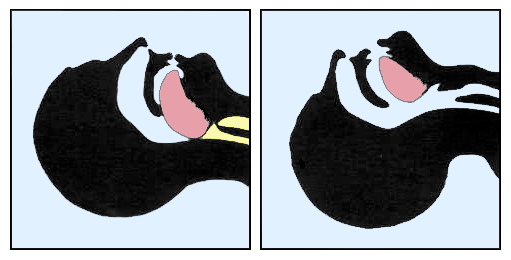
مانور سر به عقب/چانه به بالا یکی از معمولترین روش‌های کاربردی برای بازکردن راه هوایی است.

روش پیشرفته مدیریت راه هوایی، با توجه به تهاجمی بودن روش کار، به دو نوع دسته‌بندی می‌شود: تکنیک بالای حنجره ای (مانند کاربرد ایروی‌های دهانی-حلقی و بینی-حلقی) و تکنیک‌های درون حنجره‌ای (مانند لوله‌گذاری داخل نای و استفاده از روش‌های جراحی).

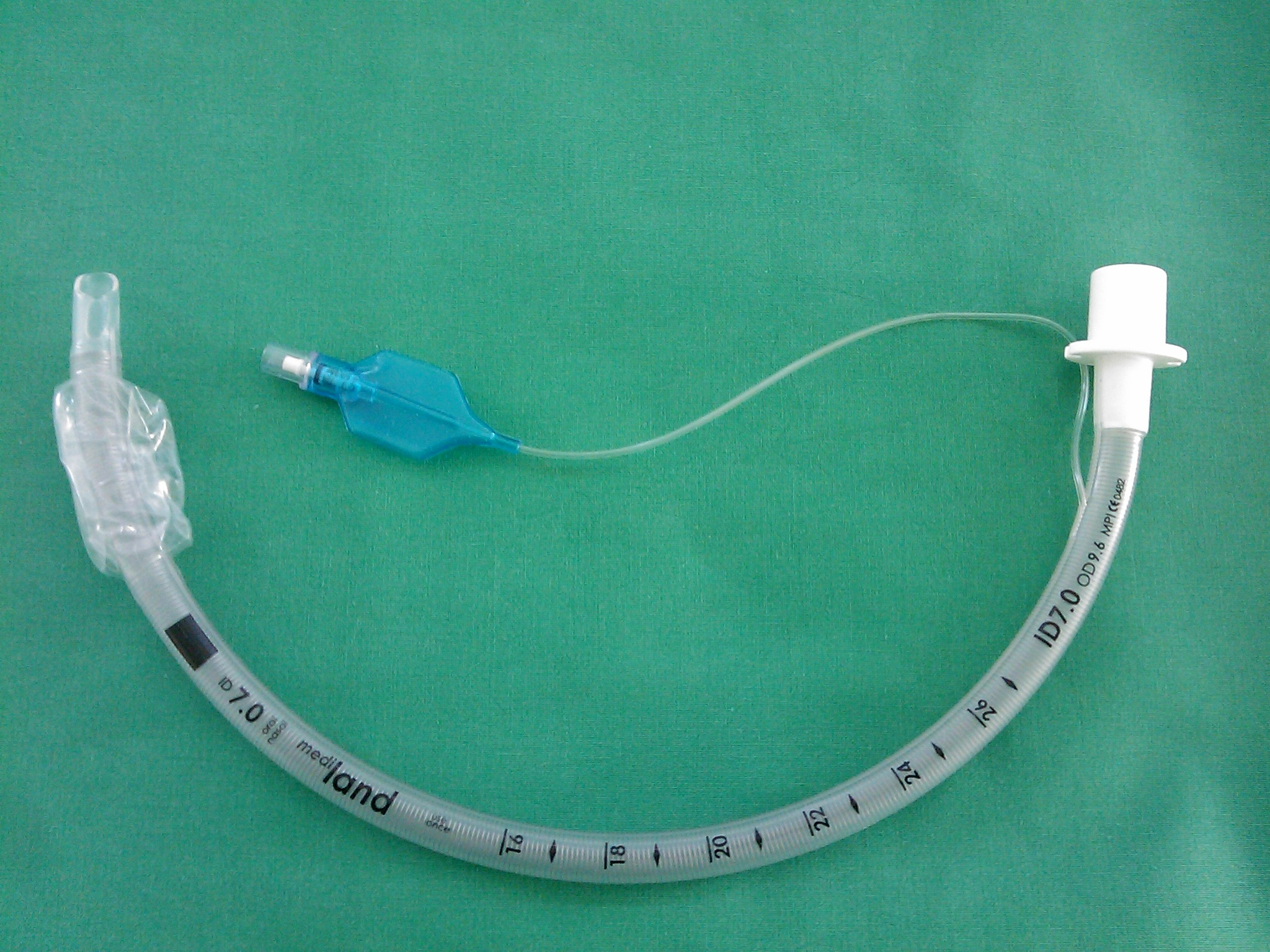
لوله تراشه بالون دار

مدیریت راه هوایی اولین قدم در عملیات احیای قلبی-تنفسی، بیهوشی، اورژانس پزشکی، مراقبتهای ویژه پزشکی و کمکهای اولیه است. در کاربرد الفبایی عملیات احیای قلبی تنفسی ABC، حرف A به این مرحله اختصاص دارد.